# Феннінг-Спрінгс (Флорида)
Феннінг-Спрінгс (англ. Fanning Springs) — місто (англ. city) в США, в округах Леві і Гілкріст штату Флорида. Населення — 1182 особи (2020).

## Географія
Феннінг-Спрінгс розташований за координатами 29°35′14″ пн. ш. 82°56′1″ зх. д. / 29.58722° пн. ш. 82.93361° зх. д. (29.587283, -82.933477). За даними Бюро перепису населення США в 2010 році місто мало площу 10,18 км², з яких 9,84 км² — суходіл та 0,35 км² — водойми. В 2017 році площа становила 13,02 км², з яких 12,67 км² — суходіл та 0,35 км² — водойми.

## Демографія
Згідно з переписом 2010 року, у місті мешкали 764 особи в 328 домогосподарствах у складі 208 родин. Густота населення становила 75 осіб/км². Було 415 помешкань (41/км²).
Расовий склад населення:
| - 95,0 % — білих - 1,4 % — корінних американців - 0,8 % — чорних або афроамериканців - 0,7 % — азіатів |

До двох чи більше рас належало 1,2 %. Частка іспаномовних становила 7,7 % від усіх жителів.
За віковим діапазоном населення розподілялося таким чином: 18,7 % — особи молодші 18 років, 57,3 % — особи у віці 18—64 років, 24,0 % — особи у віці 65 років та старші. Медіана віку мешканця становила 48,6 року. На 100 осіб жіночої статі у місті припадало 98,4 чоловіків; на 100 жінок у віці від 18 років та старших — 104,3 чоловіків також старших 18 років.
Середній дохід на одне домашнє господарство становив 40 307 доларів США (медіана — 31 106), а середній дохід на одну сім'ю — 48 193 долари (медіана — 41 250). Медіана доходів становила 32 143 долари для чоловіків та 26 875 доларів для жінок. За межею бідності перебувало 26,6 % осіб, у тому числі 33,5 % дітей у віці до 18 років та 15,7 % осіб у віці 65 років та старших.
Цивільне працевлаштоване населення становило 282 особи. Основні галузі зайнятості: роздрібна торгівля — 18,4 %, освіта, охорона здоров'я та соціальна допомога — 13,5 %, сільське господарство, лісництво, риболовля — 10,3 %, виробництво — 9,9 %.